# یحیی‌لی
یحیی‌لی (به ترکی استانبولی: Yahyalı) شهری است در کشور ترکیه که در استان قیصریه واقع شده‌است. جمعیت این شهر بر اساس سرشماری سال ۲۰۰۸ میلادی ۱۹٬۹۰۹ نفر و بر اساس برآوردهای سال ۲۰۰۹ میلادی ۱۹٬۵۹۱ نفر می‌باشد.